# Pourquoi-Pas (1908)
La Pourquoi-Pas è stata una nave francese di proprietà di Jean-Baptiste Charcot, nota per essere stata impiegata nel corso della seconda spedizione (1908-1910) di Charcot nelle regioni antartiche. La nave naufragò il 16 settembre 1936 al largo delle coste dell'Islanda.
Il Punto Pourquoi Pas e l'Isola Pourquoi Pas sono state intitolate così in onore della nave.

## Storia

Rotta della Pourquoi-Pas in Antartide

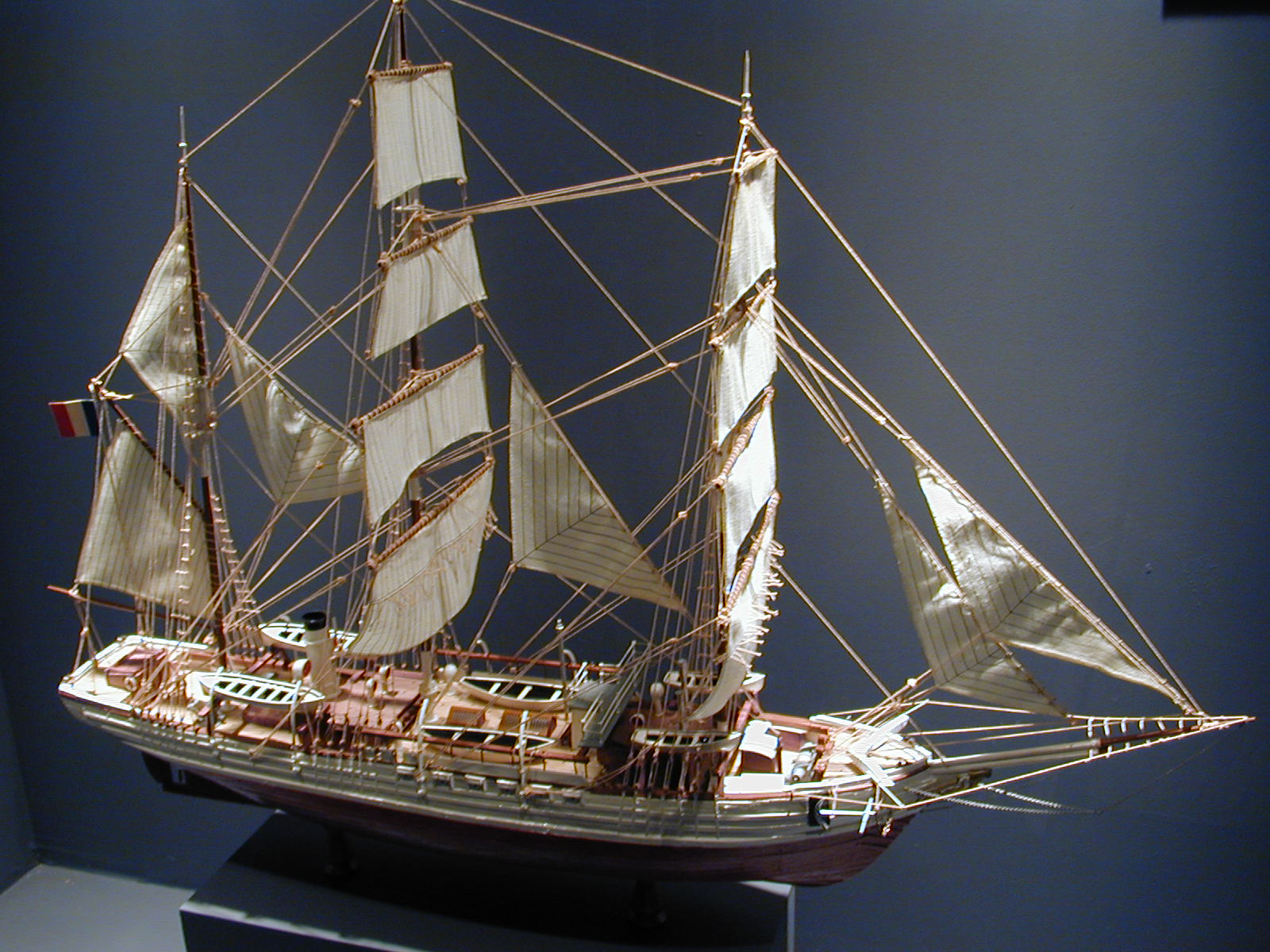
Riproduzione in scala della nave presente al Museo Oceanografico di Monaco.

Nel 1907 Jean-Baptiste Charcot in vista di una nuova spedizione antartica iniziò a lavorare a una nuova nave, la Pourquoi-Pas, un brigantino a palo a tre alberi progettato per l'esplorazione polare e dotato di un motore e contenente tre laboratori e una biblioteca. Fu costruita a Saint-Malo su progetto di Francois Gautier, nel suo cantiere navale.
Dal 1908 al 1910, Charcot partì con la Pourquoi-Pas, arrivando sull'isola di Petermann, nel corso della sua seconda spedizione polare antartica. Tornò in Francia nel 1910 dopo aver effettuato numerose scoperte scientifiche, terminato la mappatura dell'Isola Alessandro I e scoperto una nuova isola, l'Isola Charcot. Nel 1912, la Pourquoi-Pas divenne la prima nave scuola della marina francese. Dal 1918 al 1925, Charcot utilizzò la Pourquoi-Pas in varie missioni scientifiche nel Nord Atlantico, nel Canale della Manica, nel Mar Mediterraneo e nelle Isole Fær Øer, principalmente per studiare la litologia e la geologia sottomarina per mezzo di reti a strascico.
Dal 1925 in poi, a causa dall'avanzata età, Charcot perse il comando della nave, ma rimase a bordo come capo spedizione nei successivi viaggi intorno ai ghiacciai artici. Nel 1926, la Pourquoi-Pas esplorarò la costa orientale della Groenlandia e riportò in Francia molti fossili e campioni di insetti e flora. Nel 1928, la Pourquoi-Pas fu impiegata per le ricerche sulla scomparsa del grande idrovolante francese Latham 47 con a bordo l'esploratore norvegese Roald Amundsen, che era partito a sua volta alla ricerca del generale italiano Umberto Nobile, che aveva deciso di attraversare il Polo Nord con il dirigibile Italia e da allora non se ne ebbero più notizie.
Nel 1934, Charcot con la Pourquoi-Pas diede inizio a una missione etnografica della durata di un anno in Groenlandia tra la popolazione eschimese a Tasiilaq, sotto la guida di Paul-Émile Victor. La nave torno nello stesso posto l'anno successivo per completare la mappatura di quelle regioni. Il 16 settembre di quell'anno la nave riuscì a raggiungere un piccolo porto per sfuggire a un ciclone che devastò le coste dell'Islanda.
Nel settembre 1936, di ritorno dalla missione in Groenlandia, dove si occupò di consegnare materiale scientifico alla missione di Victor (che aveva appena attraversato le calotte glaciali in 50 giorni) e dopo aver effettuato una missione di ricognizione, la Pourquoi-Pas si fermò a Reykjavík per effettuare un rifornimento di carburante il 13 settembre. Partì per Saint-Malo due giorni dopo, il 15 settembre, ma il 16 settembre la nave fu colta da una violenta tempesta ciclonica e naufragò sugli scogli di Álftanes a Mýrar. 17 membri dell'equipaggio morirono prima che arrivassero i soccorsi mentre altri 23 furono dichiarati dispersi e solo uno sopravvisse, Eugène Gonidec, maestro timoniere. Jean-Baptiste Charcot fu uno dei morti.

## Spedizioni
- Antartide: dal 1908 al 1910
- Artide: 1921, 1925, 1927, 1928, 1930, 1931-1933, 1934, 1935, 1936